# Стари Скуцани
Стари Скуцани (хрв. Stari Skucani) су насељено место у општини Капела, Бјеловарско-билогорска жупанија, Хрватска.

## Историја
До територијалне реорганизације у Хрватској били су у саставу старе општине Бјеловар.

## Становништво
У попису становништва из 2011. године, Стари Скуцани су имали 129 становника.
| Број становника према пописима | Број становника према пописима | Број становника према пописима | Број становника према пописима | Број становника према пописима | Број становника према пописима | Број становника према пописима | Број становника према пописима | Број становника према пописима | Број становника према пописима | Број становника према пописима | Број становника према пописима | Број становника према пописима | Број становника према пописима | Број становника према пописима | Број становника према пописима |
| ------------------------------ | ------------------------------ | ------------------------------ | ------------------------------ | ------------------------------ | ------------------------------ | ------------------------------ | ------------------------------ | ------------------------------ | ------------------------------ | ------------------------------ | ------------------------------ | ------------------------------ | ------------------------------ | ------------------------------ | ------------------------------ |
| 1857                           | 1869                           | 1880                           | 1890                           | 1900                           | 1910                           | 1921                           | 1931                           | 1948                           | 1953                           | 1961                           | 1971                           | 1981                           | 1991                           | 2001                           | 2011                           |
| 113                            | 121                            | 129                            | 181                            | 225                            | 243                            | 249                            | 267                            | 234                            | 242                            | 226                            | 222                            | 203                            | 181                            | 181                            | 129                            |

Напомена: До 1931. исказивано под именом Скуцани.

### Попис1991.
У попису становништва из 1991. године, Стари Скуцани су имали 181 становника, следећег националног састава:
| Попис 1991.‍  | Попис 1991.‍  | Попис 1991.‍ | Попис 1991.‍ | Попис 1991.‍ |
| ------------ | ------------ | ----------- | ----------- | ----------- |
|              |              |             |             |             |
| Хрвати       | Хрвати       |             | 160         | 88,39%      |
| Југословени  | Југословени  |             | 13          | 7,18%       |
| Срби         | Срби         |             | 4           | 2,20%       |
| неопредељени | неопредељени |             | 3           | 1,65%       |
| непознато    | непознато    |             | 1           | 0,55%       |
| укупно: 181  |              |             |             |             |

### Попис1910.
| Стари Скуцани                                                                                              | Стари Скуцани |
| --- | --- |
| језик | вера |
| укупно: 243 Хрватски 128 (52,67%) Српски 74 (30,45%) Мађарски 18 (7,40%) Чешки 15 (6,17%) остали 8 (3,29%) | <div style="border:solid transparent;position:absolute;width:100px;line-height:0;<div style="border:solid transparent;position:absolute;width:100px;line-height:0;<div style="border:solid transparent;position:absolute;width:100px;line-height:0; укупно: 243 Римокатолици 169 (69,54%) Православци 74 (30,45%) - (-%) |